# Вербист, Фердинанд

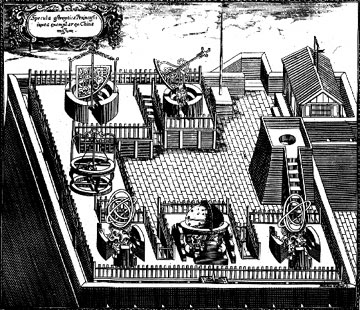
Старая пекинская обсерватория прошла техническое обновление под руководством Фердинанда Вербиста в 1673 году

Фердинанд Вербист (фр. Le Pere Ferdinand Verbiest; 9 октября 1623 — 28 января 1688) — фламандский иезуит-миссионер и учёный, проповедовавший в Китае во времена династии Цин.

## Биография
Родился в Питтеме, около Тилта, во Фландрии, части территории современной Бельгии. Вербист был старшим ребёнком в семье судебного пристава-исполнителя и сборщика налогов в Питтиме. Изучал гуманитарные науки в Брюгге и Кортрейке. В дальнейшем поступил в Lelie Колледж в городе Лёвен, где в течение года изучал философию и математику. 2 сентября 1641 года он вступил в Орден Иезуитов. Продолжил изучение богословия в Севилье, где и был рукоположён в священники в 1655 году. Учёбу в области астрономии и теологии молодой учёный завершил в Риме.
Его намерению стать миссионером в испанских колониях Центральной Америки, однако, не суждено было осуществиться. Ф. Вербиста призвали на Дальний Восток, где у Римско-католической церкви была особая «миссия» компенсировать потери верующих католиков в условиях формирующегося протестантизма в Европе.
В 1658 году Ф. Вербист приехал в Китай из Лиссабона в сопровождении отца Мартино Мартини, тридцати пяти других миссионеров, а также некоторых других пассажиров. Их корабль достиг Макао в 1659 году. К этому времени большинство членов экспедиции уже умерло. Вербист занял свой первый пост в провинции Шаньси, возглавляя миссию до 1660 года, когда был призван стать помощником, а позднее и сменить отца Иоганна Адама Шаль фон Белла, на посту иезуитского Директора Пекинской обсерватории и руководителя математического Совета.
Для иезуитов политическая ситуация резко изменилась в 1661 году в связи со смертью молодого императора Шуньчжи в возрасте 23 лет. Его сыну и преемнику, императору Канси, исполнилось только 7 лет. Поэтому власть оказалась в руках четырёх регентов. В отличие от императора Шуньчжи, новая власть была настроена не в пользу иезуитов, которые серьёзно пострадали в результате преследований. Государственная религия маньчжурской правящей династии Цин включала аспекты шаманизма. Существовала традиция публичных конкурсов между соперничающими шаманами, демонстрирующими свои магические силы.
В 1664 году китайский астроном Ян Гуансянь (1597—1669), опубликовавший памфлет против иезуитов, вызвал Шаль фон Белла на открытый конкурс астрономии. Ян выиграл и занял место Шаля фон Белла в качестве главы советника математики. Шаль фон Белл и другие иезуиты были закованы и брошены в грязную тюрьму по обвинению в проповедовании ложной религии. Они были привязаны к деревянным кольям таким образом, что не могли ни стоять, ни сидеть, оставаясь в заключении почти два месяца в ожидании казни путём удушения.
Верховный суд нашёл приговор, однако, слишком лёгким и приговорил заключённых к казни линчи (изрезание живого преступника на куски). К счастью для них, 16 апреля 1665 года случилось сильное землетрясение, уничтожившее часть тюрьмы, выбранной для исполнения приговора. Огромный метеор был замечен в небе, и пожар уничтожил часть императорского дворца. Это было расценено как предзнаменование, и все заключённые были освобождены. Тем не менее, они предстали перед судом. Вербист, Шаль фон Белл и двое других были сосланы в Кантон. Шаль фон Белл умер, не выдержав условий своего содержания.
В 1669 году император Канси сумел взять власть, арестовав регента Обои, обвинённого в коррупции. В том же году император был проинформирован, что в календаре на 1670 год, который был составлен Ян Гуансянем, обнаружены серьёзные ошибки. Канси приказал провести публичный тест, чтобы сравнить достоинства европейской и китайской астрономии. Испытание включало три пункта: измерить длину тени, брошенной гномоном заданной высоты в полдень в определённый день; абсолютные и относительные позиции Солнца и планет в определённую дату и точное время ожидаемого лунного затмения. Было решено, что Ян и Вербист должны использовать свои математические навыки для определения правильных ответов, и что только «Небеса будут судьёй». Конкурс был проведен в Бюро астрономии в присутствии старших должностных правительственных министров и должностных лиц из обсерватории. В отличие от Яна, Вербист имел доступ к последним обновлениям Рудольфинских таблиц движений планет, составленных Иоганном Кеплером на основании наблюдений Тихо Браге, и телескопы для наблюдения. Вербист победил во всех трёх тестах, и сразу же был утверждён в качестве главы Математического совета и директора обсерватории. Из уважения к нему, сосланным иезуитам было разрешено вернуться в свои миссии. Между тем, Ян был приговорён к той же смертной казни, которую он планировал для своего европейского соперника, но затем приговор был изменён на изгнание, и он умер по пути к своему родному дому.
В империи Цин Фердинанд Вербист был известен под именем Нань Хуайжэнь. Опытный математик и астроном, он доказал при дворе императора Канси, что европейская астрономия была более точной, чем китайская, исправил китайский календарь и позже попросил восстановить и перевооружить древнюю обсерваторию в Пекине, став главой совета по математике и директором обсерватории.
Он стал близким другом императора Канси, который часто прибегал к его помощи в обучении геометрии, философии и музыки. Вербист работал дипломатом и картографом, а также переводчиком, так как знал латинский, немецкий, голландский, испанский, иврит и итальянский языки. Он написал более тридцати книг. Кроме своей деятельности в области астрономии, Вербист также экспериментировал с паром.

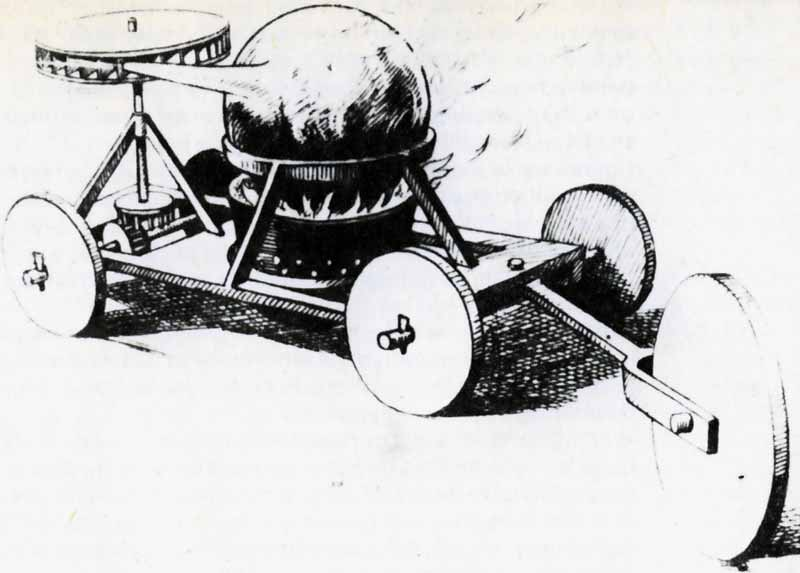
Паровой «автомобиль», разработанный Фердинандом Вербистом в 1672 году, гравюра 18-го века

### «Автомобиль» Вербиста
В своей рукописи «Astronomia Europea», которая была закончена в 1681 году и напечатана в 1687 году в Германии, Ф. Вербист рассказывает, что около 1672 года он разработал в качестве игрушки для китайского императора паровую тележку, которая была первым работающим паровым транспортным средством. В этой работе Вербист впервые упомянул термин «мотор» в его нынешнем значении. На одной заправке угля машина могла двигаться больше часа. Поскольку её длина составляла всего 65 см (25,6 дюйма) она представляла собой масштабную модель, не предназначенную для перевозки пассажиров, водителей или грузов, и называть её «машиной» не совсем точно. Несмотря на это, это был первый автомобиль, который мог двигаться с помощью самодельного двигателя. Поскольку паровой двигатель ещё не был известен в то время, Вербист использовал принцип эолипила. Пар генерировался в шаровидном котле и выходил из трубы сверху, откуда направлялся на простую открытую «паровую турбину» (как водяное колесо), которая приводила в движение задние колеса.
Другие известные источники не подтверждают, была ли когда-либо построена модель Вербиста и у неё нет достоверных чертежей, хотя он имел доступ к лучшим китайским мастерам-металлистам, которые создавали для него точные астрономические инструменты.